# Мајкл Кулхејн
Мајкл Кулхејн је измишљени лик из АБЦ-ове телевизијске серије Династије који су створили Ричард и Естер Шапио, а тумачио Вејн Нортроп. Лик је представљен у пробној епизоди серије 1981. године као возач нафтног тајкуна Блејка Карингтона (Џон Форсајт). Мајкл је био у вези са Блејковом само-попустљивом ћерком Фалон (Памела Су Мартин). Нортроп је напустио серију након прве сезоне, али се вратио у седмој током које се Мајкл забављао са Фалонином сестром Амандом (Карен Челини). У  римејку серије из 2017. године канала ЦВ, Мајкла тумачи Роберт Кристофер Рајли.

## Појављивање
Вејн Нортроп је почео да игра Мајкла у првој епизоди Династије „Нафта (1. део)” (1981. године), а серију је напустио на крају прве сезоне у епизоди „Исказ” (1981. године). Вратио се на почетку седме сезоне у епизоди „Победа” (1986. године) па поново напустио серију у епизоди „Подзакуп” (1987. године).
Роберт Кристофер Рајли је почео да тумачи Мајкла у пробној епизоди римејка Династија 2017. године.

## Изворна серија

### Приче

#### 1. сезона
Када је Династија почела, возач Карингтонових Мајкл је био у полној вези са наследницом Фалон, ћерком свог газде Блејка. Мајкл се доказао корисним Блејку у његовим мутним радњама, али је Блејк наредио да га измлате када је сазнао да је у вези са Фалон. Мајкл је напустио град на крају прве сезоне у епизоди „Исказ”.

#### 7. сезона
Мајкл се вратио на почетку седме сезоне у епизоди „Победа” на време да спаси Фалонину сестру Аманду из пожара у "Ла Миражу". Њих двоје су почели да се забављају када га је Блејк вратио на посао возача, али му је дао отказ када га је видео како се љуби са Амандом. Бесни Мајкл, не тако сиромашан као што је био на одласку, је тајно направио план који би му донео део Блејковог новог подухвата. Ипак, Амандина мајка Алексис је открила његове сплетке па је он поново отишао из Денвера у епизоди „Подзакуп”.

## Римејк

### Избор глумца и развој
Пробна епизода римејка Династије за канал ЦВ је најављена у септембру 2016. године, а Рајли је изабран да глуми Мајкла у фебруару 2017. године. Нова серија је премијерно почела 11. октобра 2017. године.
Лик је један од ликова који су црнци у римејку. Извршна продуценткиња је рекла да су са Мајклом и слугом Карингтонових Андерсом „увели тему горњег и доњег сталежа јер не може да се има серија о прљавим богаташима без људи који дају све од себе да они буду чисти.”

### Приче

#### 1. сезона
Возач Карингтонових Мајкл Кулхејн (Роберт Кристофер Рајли) је такође Фалонин љубавник и незванични телохранитељ, мада гаји извесна осећања према њој која су изгледа неузвраћена. Мајкл је дошао до слике на којој се Кристал љуби са својим бившим љубавником Метјуом Блајзделом у епизоди „Једва те познадох”. У епизоди „Кривица несигурних људи”, Мајкл је упоран да помогне Фалон да нађе нешто против Блејка. У међувремену, Фалонин брат Стивен сумња да је Блејк умешан у Метјуову смрт, а Мајкл му је открио да је код њега Метјуов мобилни. Некако узрујан Фалониним одбацивачким понашањем, Мајкл је почео да се забавља са Кори Ракс, њеном другарицом из средње школе, у епизоди „Лично к'о циркус”. Њихова веза је преживела Фалонине љубоморне испаде у епизоди „Ја постојим само због себе”. У епизоди „Пробај сопствени лек”, Фалон је упознала Мајклове родитеље Луелу и Џејмса. Мајкл им је рекао да је потпредседник "Карингтон−Атлантика", а Фалон је то потврдила. У епизоди „Најбоље у животу”, Мајклова веза са Кори је пукла због његових осећања према Фалон. У епизоди „Дно дна”, Фалон се сукобила са Моником Колби која је почела да се забавља са Мајклом. Када је Фалон открио да Моника помаже Џефу да је на превару ожени из опаких разлога у епизоди „Само невоља”, Мајкл је пристао да јој помогна да истражи зашто и окрене то у своју корист против Колбијевих. У епизоди „Житије по Блејку Карингтону”, Мајкл је потражио помоћ своје сестре у пубертету Еви (Елизабет Јуман), која је геније за рачунаре, која је потврдила Фалонине сумње да је Џеф приступио целој е-пошти и пошти Карингтонових. У вече када је требало да се уда за Џефа у епизоди „Сад је на нас ред”, Фалон је рекла Мајклу да га воли и запросила га је. Он је одбио јер није хтео да буде тако важан члан породице Каринготн. У епизоди „Долази Алексис”, Мајкл је сазнао да му је отац озбиљно болестан па је дао отказ. Кристал је повезала Џејмсову дијагнозу леукемије са заташкавањем "Карингтон−Атлантика" у епизоди „Не варај преваранта”. Луела је замолила Фалон да пусти Мајкла у епизоди „Користи или буди искоришћен”. У епизоди „Веза из прошлости”, Џејмс је умро када је заташкавање објављено у новинама, а Кристал је−као последњи чин директорке пре него што је добила отказ од Блејка−запослила Мајкла. Када се Блејк повукао пред Фалониним и Мајкловим наваљивањима око промена у епизоди „Ђубре мало”, Мајкл је ургирао да Фалон учини исправну ствар. Она је пронашла оптужујуће ствари против Блејка које је искористила у одбору "Карингтон−Атлантика" како би себе поставила на месту генералне директорке место Блејка. Фалон је изјавила Мајклу љубав у епизоди „Мртвац долази”, али је он одлучио да оде из Атланте. Када су Карингтонови остали заробљени у просторији у пожару, Мајкл се вратио да их спаси.

#### 2. сезона
У епизоди „Двадесеттри комарца”, Мајкл и Фалон су наставили своју везу. Иако су се Фалон и Лијам Ридли и даље правили да су у браку, Мајкл ју је запросио, а она је пристала.